# 28 мая
28 мая — 148-й день года (149-й в високосные годы) по григорианскому календарю.
До конца года остаётся 217 дней.
До 15 октября 1582 года — 28 мая по юлианскому календарю, с 15 октября 1582 года — 28 мая по григорианскому календарю.
В XX и XXI веках соответствует 15 мая по юлианскому календарю.

## Праздники и памятные дни
См. также: Категория:Праздники 28 мая

### Международные
- День менструальной гигиены

### Национальные
- Азербайджан — День независимости.
- Армения — День Первой Республики.
- Беларусь,  Кыргызстан,  Россия — День пограничника.
- Эфиопия — День падения военного режима.

### Религиозные
Православие
- память преподобного Пахомия Великого (ок. 348);
- память святителя Исаии, епископа Ростовского, чудотворца (1090);
- память благоверного царевича Димитрия, Угличского и Московского (1591);
- память преподобного Исаии Печерского (1115);
- память преподобного Пахомия Нерехтского (1384);
- память преподобных Евфросина (1481) и ученика его, Серапиона, Псковских;
- память преподобного Ахиллия, епископа Ларисийского (ок. 330);
- обретение мощей преподобного Арсения Коневского (1991).

### Именины
- Православные: Анастасия, Дмитрий, Макар, Пахом[3].

## События
См. также: Категория:События 28 мая

### До XIX века
- 585 до н. э. — Битва на Галисе, Затмение Фалеса.
- 1539 — испанский конкистадор и кубинский губернатор Эрнандо де Сото вошёл в залив Тампа у берегов Флориды. Его отряд в 620 человек пересёк территорию современного штата Джорджия и к маю 1542 года достиг Миссисипи.
- 1644 — в ходе Английской гражданской войны роялисты под командованием Джеймса Стэнли, 7-го графа Дерби штурмом взяли Болтон, произошла так называемая «Болтонская резня»[англ.].
- 1664 — в Бостоне учреждена первая баптистская община.
- 1722 — принято инициированное Петром I постановление Святейшего Синода, которое предписывало нарушать тайну церковной исповеди в интересах государственной власти.
- 1742 — в Лондоне сооружён первый крытый плавательный бассейн.
- 1744 — сенатским указом при императрице Елизавете Петровне в Российской империи введён мораторий на смертную казнь[4][5].
- 1754 — произошёл Жумонвильский инцидент, послуживший прологом к Франко-индейской войне.
- 1763 — в Киеве открыта школа по обучению живописи.[источник не указан 80 дней]
- 1794 — в ходе Войны первой коалиции, французская армия потерпела поражение от пруссаков в битве при Киррвейлере.

### XIX век
- 1812 — М. И. Кутузов заключил Бухарестский мир с турками, по которому Россия получила Бессарабию и устье Дуная, а также освободила южные войска для предстоящей кампании против Наполеона. Закончилась русско-турецкая война, длившаяся с 1806 года.
- 1820 — Пушкин прибыл в Екатеринослав.
- 1828 — Пушкин читал «Бориса Годунова» в доме отца Екатерины Ивановны Трубецкой графа Ивана Степановича Лаваля в присутствии Адама Мицкевича и Александра Сергеевича Грибоедова.
- 1830 — президент США Эндрю Джексон подписал Закон о переселении индейцев, который разрешал изгнание индейцев с их земель и отказывал им во всех гражданских правах и свободах на территории восточнее Миссисипи. Изгнание началось в 1831 году; некоторые индейские племена восстали, некоторые пытались протестовать законным путём и обратились в высший федеральный суд, который, однако, подтвердил, что они не являются гражданами США и потому не защищены конституцией.
- 1858 — заключён русско-китайский Айгунский договор, по которому Амурская область вошла в состав России, а Уссурийский край признан совместной собственностью.
- 1863 — 54-й Массачусетский пехотный добровольческий полк покинул Бостон[6].
- 1871 — после недели кровавых боёв разгромлена Парижская коммуна. В ходе боёв и казней погибли 25 тысяч коммунаров, около 40 тысяч были брошены в тюрьмы или высланы на каторжные работы в Новую Каледонию и Алжир.
- 1900 — присоединение Оранжевой республики к Британской империи.

### XX век
- 1902 — между Аргентиной и Чили подписаны Майские пакты, ограничившие Южноамериканскую гонку вооружений и урегулировавшие порядок разрешения споров.
- 1904 — После катастрофического провала в Париже Джакомо Пуччини впервые представил в Брешии кардинально переработанную оперу «Мадам Баттерфляй», которая имела на этот раз потрясающий успех.
- 1905 — Русско-японская война: разгром русского флота в Цусимском сражении.
- 1918
  - Провозглашение независимости Армении.
  - Провозглашение независимости Азербайджана и образования Азербайджанской Демократической Республики.
  - В. И. Ленин подписал декрет о создании пограничной охраны. Первым был создан Северо-Западный пограничный округ. 28 мая отмечалось в СССР.
- 1919 — в РСФСР созданы войска внутренней охраны республики (ВОХР).
- 1921 — X конференция РКП(б) приняла курс на «Новую экономическую политику» (НЭП).
- 1926 — начало Национальной революции в Португалии.
- 1927 — поступили в продажу первые советские конверты с напечатанными на них марками.
- 1928
  - Из Италии в Москву вернулся Максим Горький.
  - Слияние автомобильных концернов «Крайслер» и «Додж».
- 1935 — первый полёт опытного образца немецкого истребителя Messerschmitt Bf.109 — самого массового истребителя Второй мировой войны (также встречается дата 29 мая).
- 1938 — образована Мурманская область.
- 1940 — Вторая мировая война: капитуляция Бельгии.
- 1943 — решением СНК СССР была введена особая форма для дипломатов.
- 1956 — Франция уступила прежние французские колонии в Индии Индийскому Союзу.
- 1957 — в США основана Национальная академия грамзаписи, которая вручает самые престижные награды в мире музыки — призы «Грэмми».
- 1958
  - ЦК КПСС отменил собственное постановление 1948 года, в котором Шостакович, Прокофьев, Хачатурян, Шебалин и другие композиторы были обвинены в том, что разрабатывали «антинародное формалистическое направление в музыке». Были реабилитированы оперы «Великая дружба», «Богдан Хмельницкий», «От всего сердца».
  - Постановление Совета Министров СССР о создании Выставки достижений народного хозяйства СССР (ВДНХ).
- 1961
  - Английская газета «Обсервер» напечатала «Воззвание к амнистии» лондонского юриста Питера Бененсона; зарождение международной правозащитной организации «Международная амнистия».
  - Последний рейс поезда «Восточный экспресс» из Парижа в Бухарест; он действовал в течение 78 лет.
- 1964 — основана Организация освобождения Палестины.
- 1969 — Мик Джаггер и его подруга Марианна Фейтфул арестованы за употребление наркотиков.
- 1970 — в Западной Германии впервые осуществлена успешная трансплантация нервной ткани.
- 1975 — 15 стран Западной Африки заключили Лагосский договор, в результате было создано Экономическое сообщество стран Западной Африки.
- 1976
  - подписание в Москве договора между СССР и США о подземных ядерных взрывах в мирных целях.
  - фильм Мартина Скорсезе «Таксист» удостоен «Золотой пальмовой ветви» в Каннах.
- 1977 — в результате пожара в ночном клубе в штате Кентукки погибли 165 человек.
- 1982
  - Иоанн Павел II стал первым папой римским, посетившим Великобританию с визитом.
  - Возобновил свои рейсы «Восточный экспресс».
- 1985
  - Футбольная команда «Динамо» (Киев) забила свой 2000-й гол в чемпионатах СССР.
  - В Москве состоялся торжественный вечер, посвящённый 500-летию добровольного вхождения мордовского народа в состав Российского государства.
- 1987 — на Красной площади в Москве приземлился спортивный самолёт Матиаса Руста.
- 1991 — окончание Гражданской войны в Эфиопии, продолжавшейся с 1974 года.
- 1993 — Монако становится 182-м членом ООН, одновременно с Эритреей.
- 1995
  - Землетрясение в Нефтегорске на Сахалине, более 2000 погибших.
  - В Красногорске прошёл учредительный съезд движения «Духовное наследие». Председателем избран Алексей Подберезкин. В Центральный совет вошли Геннадий Зюганов, Геннадий Селезнёв, Николай Губенко, Махмуд Эсамбаев, Светлана Савицкая, Юрий Бондарев, Александр Коровников, Валерий Тарасов.
- 1997 — в Киеве Россия и Украина подписали пакет документов о разделе Черноморского флота.
- 1998 — Пакистан провёл наземные испытания сразу 5 ядерных зарядов мощностью 18 килотонн каждый в провинции Белуджистан.
- 1999
  - После 15 лет споров в Канаде принят закон, по которому возраст наступления уголовной ответственности для подростков снижен с 16 до 14 лет.
  - В Милане после 22 лет реставрации снова стала доступна для публики фреска Леонардо да Винчи «Тайная вечеря».

### XXI век
- 2010 — в Западной Бенгалии в результате схода поезда с рельсов погибло 148 человек, более 200 пострадали.
- 2011 — в результате референдума на Мальте разрешены разводы. «За» проголосовали 53 %. Мальта оставалась одной из трёх стран мира наряду с Ватиканом и Филиппинами, где разводы были запрещены.
- 2016 — самец гориллы Харамбе застрелен в зоопарке Цинциннати из-за опасения за жизнь трёхлетнего ребёнка, упавшего в вольер.
- 2017 — японец Такума Сато стал первым в истории азиатским гонщиком, выигравшим «500 миль Индианаполиса».
- 2022 — финал Лиги чемпионов УЕФА: «Реал Мадрид» обыграл «Ливерпуль» со счётом 1:0 и 14-й раз в истории завоевал трофей. Начало матча было отложено на 36 минут из-за массовых беспорядков у входа на стадион «Стад де Франс», было задержано более 40 человек.
- 2025 — начался очередной Камбоджийско-тайский пограничный конфликт.

## Родились
См. также: Категория:Родившиеся 28 мая

### До XVIII века
- 1140 — Синь Цицзи (ум. 1207), китайский военный деятель и поэт.
- 1371 — Жан Бесстрашный (убит в 1419), герцог Бургундии (с 1404) из бургундской ветви династии Валуа.
- 1589 — Робер Арно д’Андилли (ум. 1674), французский писатель, политик.
- 1663 — Антониу Мануэл де Вильена (ум. 1736), великий магистр ордена госпитальеров (1722—1736)
- 1676 — Якопо Франческо Риккати (ум. 1754), итальянский математик и механик.

### XVIII век
- 1735 — Франсуа-Кристоф Келлерман, герцог де Вальми (ум. 1820), французский военачальник Революционных войн.
- 1738 — Жозеф Гильотен (ум. 1814), французский врач и политик; его именем названа гильотина.
- 1740 — Федот Шубин (ум. 1805), русский скульптор, представитель классицизма.
- 1759 — Уильям Питт Младший (ум. 1806), самый молодой премьер-министр в истории Великобритании.
- 1763 — Мануэль Альберти (ум. 1811), аргентинский священник и журналист.
- 1765 — Жан Батист Картье (ум. 1841), французский скрипач-виртуоз, композитор и педагог.
- 1779 — Томас Мур (ум. 1852), английский поэт-романтик, автор песен и баллад.
- 1795
  - графиня Жанетта Грудзинская (ум. 1831), вторая супруга наследника российского престола Константина Павловича.
  - Ламберт Хичкок[англ.] (ум. 1852), американский бизнесмен, создатель первой в мире мебельной фабрики.

### XIX век
- 1807 — Жан Луи Родольф Агассис (ум. 1873), американский естествоиспытатель, автор концепции ледникового периода.
- 1807 — Константин Бахтурин (ум. 1841), русский поэт, драматург.
- 1832 — архимандрит Никифор (в миру Алексей Михайлович Бажанов; ум. 1895), русский православный священнослужитель, настоятель Высоко-Петровского монастыря, духовный писатель, автор Библейской Энциклопедии.
- 1838 — Николай Наумов (ум. 1901), русский писатель.
- 1853 — Карл Олоф Ларсон (ум. 1919), шведский живописец.
- 1862 — Андрей Зарин (ум. 1929), русский писатель.
- 1872 — Мариан Смолуховский (ум. 1917), польский физик-теоретик.
- 1873 — Ольга Форш (ум. 1961), русская советская писательница.
- 1876 — Яков Николадзе (ум. 1951), грузинский скульптор, народный художник Грузинской ССР.
- 1877
  - Максимилиан Волошин (ум. 1932), русский поэт, переводчик, художник, художественный и литературный критик.
  - Оскар Венцеслав Милош (ум. 1939), французский поэт литовского происхождения.
- 1879 — Милутин Миланкович (ум. 1958), сербский математик, астроном, геофизик, инженер и писатель.
- 1883 — Александр Веснин (ум. 1959), русский советский архитектор и театральный художник.
- 1884 — Эдвард Бенеш (ум. 1948), чешский политик и государственный деятель, второй президент Чехословакии (1935—1948).
- 1886 — Владислав Ходасевич (ум. 1939), русский поэт, критик и мемуарист.
- 1888 — Николай Арсеньев (ум. 1977), русский философ, историк религии и культуры, поэт.
- 1889 — Рихард Рети (ум. 1929), чешский шахматист, гроссмейстер.
- 1894 — Алымкул Усенбаев (ум. 1963), киргизский акын-импровизатор, народный артист Киргизской ССР.
- 1897 — Иосиф Тронский (ум. 1970), советский филолог, индоевропеист.
- 1898 — Алексей Дураков (ум. 1944), русский поэт и переводчик, эмигрант.

### XX век
- 1902 — Стефан Кон-Фоссен (ум. 1936), немецкий и советский геометр.
- 1903 — Иосиф Уткин (погиб в 1944), русский советский поэт и журналист.
- 1904 — Шалва Мшвелидзе (ум. 1984), грузинский советский композитор, профессор Тбилисской консерватории.
- 1905 — Нур Баян (погиб в 1945), татарский советский поэт.
- 1908
  - Вольф Альбах-Ретти (ум. 1967), австрийский актёр, отец Роми Шнайдер.
  - Ян Флеминг (ум. 1964), английский писатель, автор романов о Джеймсе Бонде.
- 1910 — Ти-Боун Уокер (ум. 1975), американский блюзовый певец и гитарист.
- 1912 — Патрик Уайт (ум. 1990), австралийский писатель.
- 1917 — Георгий Зацепин (ум. 2010), физик, академик, лауреат Ленинской и Государственной премий СССР.
- 1923 — Дьёрдь Лигети (ум. 2006), венгерский композитор-авангардист и экспериментатор.
- 1925 — Бюлент Эджевит (ум. 2006), турецкий писатель и политик, четырежды премьер-министр Турции.
- 1925 — Дитрих Фишер-Дискау (ум. 2012), немецкий оперный и камерный певец (баритон).
- 1931 — Кэрролл Бейкер, американская актриса, секс-символ 1960-х.
- 1934 — Лия Элиава (ум. 1998), грузинская советская актриса театра и кино.
- 1938
  - Армен Медведев (ум. 2022), киновед, кинокритик, бывший председатель Госкино РФ.
  - Леонардо Фавио (ум. 2012), аргентинский певец, актёр и кинорежиссёр.
  - Джерри Уэст (ум. 2024), американский баскетболист, чемпион НБА и олимпийский чемпион.
- 1941
  - Мая-Гозель Аймедова, туркменская актриса театра и кино, сценарист, народная артистка СССР.
  - Георгий Дрозд (ум. 2015), актёр театра и кино, народный артист Украины.
- 1943 — Лу Кастель, итальянский актёр.
- 1944
  - Жан-Пьер Лео, французский киноактёр.
  - Сондра Локк, американская актриса, певица и кинорежиссёр.
- 1945
  - Джон Фогерти, американский певец, гитарист, лидер группы «Creedence Clearwater Revival».
- 1948 
  - Наталья Вилькина (ум. 1991), актриса театра и кино, заслуженная артистка РСФСР.
  - Сергей Ольшанский, советский футболист.
- 1956 — Виктор Рыбаков, советский боксёр, двукратный чемпион СССР.
- 1960 — Вероника Изотова, советская и российская киноактриса.
- 1962 — Андрей Панин (ум. 2013), российский актёр театра и кино, кинорежиссёр.
- 1965 — Алон Абутбуль (ум. 2025), израильский актёр и режиссёр.
- 1968
  - Александр Грин, российский певец и актёр.
  - Алексей Лебединский (Профессор Лебединский), российский певец, музыкальный пародист.
  - Кайли Миноуг, австралийская поп-певица.
- 1969 — Наталья Засульская, советская и российская баскетболистка, олимпийская чемпионка (1992).
- 1971 — Екатерина Гордеева, советская и российская фигуристка, двукратная олимпийская чемпионка
- 1972 — Кьяра Мастроянни, итальянская киноактриса, дочь Марчелло Мастроянни и Катрин Денёв.
- 1973 — Мария Миронова, актриса театра и кино, заслуженная артистка России.
- 1976 — Алексей Немов, российский гимнаст, 4-кратный олимпийский чемпион.
- 1979 
  - Моника Кина, американская актриса.
  - Джонни Уилкинсон, английский регбист, чемпион мира (2003).
- 1982 — Алекса Дюнас, американская актриса.
- 1985 — Кэри Маллиган, британская актриса театра и кино.
- 1987 — Джессика Рот, американская актриса.
- 1990 — Кайл Уокер, английский футболист.
- 1991 — Александр Ляказетт, французский футболист.
- 1994 — Джон Стоунз, английский футболист.
- 1999 — Кэмерон Бойс (ум. 2019), американский актёр и танцор.
- 2000 — Фил Фоден, английский футболист.

### XXI век
- 2001 — Изабела Видович, американская актриса театра кино и телевидения, сценарист и кинопродюсер.

## Скончались
См. также: Категория:Умершие 28 мая

### До XIX века
- 1357 — Афонсу IV (р. 1291), король Португалии (с 1325).
- 1489 — Геронтий (митрополит Московский)
- 1622 —Томигусуку Сэйдзоку, (р. 1520), сансикан Рюкю.
- 1747 — Люк де Клапье Вовенарг (р. 1715), французский мыслитель, эссеист, моралист.
- 1750 — Тэрухито, император Сакурамати (р. 1720), 115-й правитель в истории Японии.
- 1787 — Леопольд Моцарт (р. 1719), австрийский скрипач и композитор, отец и учитель В. А. Моцарта.
- 1796 — Фёдор Орлов (р. 1741), русский военный и государственный деятель, один из знаменитых братьев Орловых.

### XIX век
- 1805 — Луиджи Боккерини (р. 1743), итальянский композитор.
- 1807 — Олоф Акрель (р. 1717), шведский хирург.
- 1836 — Антонин Рейха (р. 1770), чешский и французский композитор, теоретик музыки, педагог.
- 1843 — Ноа Уэбстер (р. 1758), американский филолог.
- 1849 — Энн Бронте (р. 1820), английская поэтесса и романистка.
- 1857 — Виржиния Бурбье (р. 1804) французская актриса более десяти лет выступавшая на сцене Михайловского театра[7][8].
- 1862 — Лев Мей (р. 1822), русский поэт, прозаик, драматург, переводчик.
- 1869 — Эрнст Вильгельм Генгстенберг, немецкий лютеранский богослов; профессор Берлинского университета.
- 1872 — София Баварская (р. 1805), принцесса Баварская, мать императора Франца Иосифа I.

### XX век
- 1902 — Адольф Кусмауль (р. 1822), немецкий терапевт, один из основателей гастроскопии.
- 1903 — Арефа Верхотурский (р. 1865), святой Русской православной церкви.
- 1912
  - Поль Эмиль Лекок де Буабодран (р. 1838), французский химик.
  - Пенчо Славейков (р. 1866), болгарский поэт.
- 1916 — Иван Франко (р. 1856), украинский писатель, публицист, деятель революционного движения.
- 1918 — Рихард Ассман (р. 1845), немецкий метеоролог и аэролог, изобретатель психрометра.
- 1937 — Альфред Адлер (р. 1870), австрийский психолог и психиатр, один из основоположников современной психиатрии.
- 1963 — Виссарион Шебалин (р. 1902), композитор.
- 1972 — Эдуард VIII (р. 1894), король Соединённого Королевства Великобритании и Северной Ирландии.
- 1975 — Лун Цзянь (р. 1916), китайский режиссёр, актёр, продюсер.
- 1978 — Владислав Дворжецкий (р. 1939), советский актёр театра и кино.
- 1981 — Стефан Вышинский (р. 1901), польский кардинал, архиепископ Варшавский, диссидент.
- 1982 — Борис Чирков (р. 1901), советский актёр театра и кино, народный артист СССР.
- 1990 — Инна Гулая (р. 1940), актриса театра и кино, заслуженная артистка РСФСР.
- 1993 — Иван Ковалёв (р. 1901), советский военный и государственный деятель, нарком путей сообщения СССР (1944—1948).

### XXI век
- 2002 — Александр Панченко (р. 1937), филолог, исследователь русской литературы и культуры, академик РАН.
- 2002 — Вахтанг Таблиашвили (р. 1913), грузинский кинорежиссёр.
- 2003
  - Илья Пригожин (р. 1917), бельгийский физико-химик, лауреат Нобелевской премии по химии (1977).
  - Олег Макаров (р. 1933), советский и российский космонавт, дважды Герой Советского Союза.
- 2004
  - Вернер Тюбке (р. 1929), немецкий художник, один из крупнейших живописцев ГДР.
  - Нино Манфреди (р. 1921), итальянский актёр, кинорежиссёр, сценарист, писатель.
- 2007
  - Дэвид Лэйн (р. 1938), американский националист, лидер Ку-Клукс-Клана.
  - Йорг Иммендорф (р. 1945), немецкий художник и скульптор.
- 2013 — Виктор Куликов (р. 1921), маршал Советского Союза, Герой Советского Союза.
- 2024 — Бутч Джонсон (р. 1955), американский стрелок из лука, олимпийский чемпион (1996) чемпион мира (2001).
- 2025
  - Нгуги Ва Тхионго (р. 1938), кенийский писатель и драматург левых взглядов. Писал на английском языке и языке кикуйю. В 2009 году был номинирован на премию Букер за совокупность созданного.
  - Пер Нёргор (р. 1932), датский композитор.
  - Эл Фостер (р. 1943), американский джазовый барабанщик, прославился высокой техникой игры и динамичными, экспансивными барабанными соло.
  - Салман Хасимиков (р. 1953), советский борец и реслер, многократный чемпион СССР, Европы и мира по вольной борьбе в тяжёлом весе, обладатель Кубка мира (1982), чемпион IWGP в тяжёлом весе в реслинге, заслуженный мастер спорта СССР.

## Приметы
Пахом Бокогрей. Первый посев льна, поздний — овса и пшеницы.
- Коли на Пахома восход солнца багряный — будет грозное пожарное лето.
- Если на Пахома тепло — всё лето будет тёплое[9].